# Uniunea Bulgară din Banat-România

Logo-ul oficial al Uniunii Bulgare din Banat România (U.B.B.R.)

Uniunea Bulgară din Banat România (în bulgară Съюз на българите в Банат Румъния; U.B.B.R.) este o organizație a minorității bulgare din Banat, România, cu sediul la Timișoara.
U.B.B.R. este o organizație neguvernamentală înființată la 3 mai 1990, cu scopul decarat de Păstrarea identității culturale a minorității bulgare.
Președintele Uniunii Bulgare din Banat România, Niculae Mircovici, general în rezervă și cadru universitar, a fost deputat în Parlamentul României în legislatura 2004-2008.
În prezent, Uniunea Bulgară din Banat România e reprezentată in Parlamentul României de domnul deputat Gheorghe Nacov.